# Swing Out, Sweet Land
Swing Out, Sweet Land es una película estadounidense de comedia, historia y familiar de 1970, dirigida por Stan Harris, escrita por Paul Keyes y John Aylesworth, los protagonistas son John Wayne, Ann-Margret y Lucille Ball, entre otros. El filme fue realizado por Yongestreet Productions, Batjac Productions, Darcy Advertising Co. y National Broadcasting Company (NBC); se estrenó el 29 de noviembre de 1970.

## Sinopsis
En este largometraje el actor John Wayne junto a varias figuras dan a conocer la historia de Estados Unidos.